# Craig Anderson (Eishockeyspieler)
Craig Peter Anderson (* 21. Mai 1981 in Park Ridge, Illinois) ist ein ehemaliger US-amerikanischer Eishockeytorwart, der im Verlauf seiner aktiven Karriere zwischen 1998 und 2023 unter anderem 757 Spiele für die Chicago Blackhawks, Florida Panthers, Colorado Avalanche, Ottawa Senators, Washington Capitals und Buffalo Sabres in der National Hockey League (NHL) bestritten hat. Anderson, der im Jahr 2017 die Bill Masterton Memorial Trophy gewann, war der 39. Torwart der Liga-Geschichte, dem 300 Siege gelangen.

## Karriere

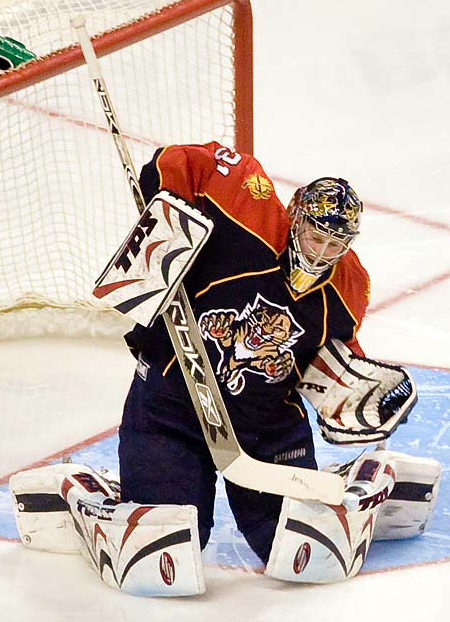
Anderson im Trikot der Florida Panthers (2008)

Craig Anderson war als Juniorenspieler zunächst von 1997 bis 1998 für die Chicago Jets aus der MEHL aktiv, bevor er die folgende Spielzeit bei Chicago Freeze aus der US-amerikanischen Juniorenliga North American Hockey League startete. Im Saisonverlauf wagte er den Sprung in die kanadische Top-Juniorenliga Ontario Hockey League und ging dort für die Guelph Storm aufs Eis. Nach seiner Premierensaison wurde er beim NHL Entry Draft 1999 in der dritten Runde an insgesamt 77. Position von den Calgary Flames ausgewählt. Anderson setzte seine Laufbahn bei den Guelph Storm in der OHL fort und etablierte sich in den beiden folgenden Spielzeiten als einer des besten Torhüter der Liga, sodass er nach Abschluss der Saison 2000/01 als OHL Goaltender of the Year ausgezeichnet wurde und eine Nominierung ins  First All-Star Team der Liga erhielt. Da ihn die Calgary Flames nicht innerhalb der zweijährigen Frist ab dem NHL Entry Draft 1999 unter Vertrag genommen hatten, die Anfang Juni 2001 ausgelaufen war, wurde der US-Amerikaner für den NHL Entry Draft 2001 erneut verfügbar. In der dritten Runde wurde er an Position 73 von den Chicago Blackhawks ausgewählt.
Seine ersten NHL-Einsätze absolvierte Anderson in der Saison 2002/03, die meiste Zeit wurde er von den Blackhawks allerdings bei deren Farmteam, den Norfolk Admirals, in der American Hockey League eingesetzt. Im Juni 2006 transferierten ihn die Blackhawks zu den Florida Panthers, bei denen Anderson als Backup-Goalie von Tomáš Vokoun fungierte. In der Saison 2007/08 stellte Anderson die NHL-Rekorde für die meisten abgewehrten Schüsse in einem Shutout (53 Paraden) und die meisten abgewehrten Schüsse in aufeinanderfolgenden Shutouts (93 Paraden) auf. Am 1. Juli 2009 unterzeichnete er als Free Agent einen Kontrakt bei der Colorado Avalanche. In der Saison 2009/10 setzte sich Anderson gegen seinen Konkurrenten Peter Budaj um den Platz des Stammtorwarts durch. Er bestritt eine ausgezeichnete Spielzeit und stellte mehrere Franchise-Rekorde auf. Anderson absolvierte die Rekordzahl von 71 Partien der regulären Saison und parierte 2047 Schüsse, so viele wie kein anderer Torwart der Avalanche.
Seine ausgezeichnete Saison setzte der Torwart in den Playoffs fort, als er in der dritten Begegnung der ersten Runde gegen die San Jose Sharks 51 Torschüsse parierte und einen Shutout verbuchte. In der NHL-Geschichte gelangen lediglich Dominik Hašek und Patrick Roy mehr Paraden in einem Playoffspiel, welches sie ohne Gegentor beendeten. In der Spielzeit 2010/11 gelang es dem US-Amerikaner zunächst nicht an die ausgezeichneten Leistungen der vorhergehenden Saison anzuknüpfen und er fand sich mit der Avalanche im Verlauf der Spielzeit am unteren Tabellenende wieder. Nachdem er eine angebotene Vertragsverlängerung abgelehnt hatte, gaben ihn die Avs am 18. Februar 2011 im Austausch für Brian Elliott an die Ottawa Senators ab. Bei seinem ersten Einsatz als Torhüter der Senators verbuchte Anderson einen Shutout, als er am 19. Februar 2011 in der Partie gegen die Toronto Maple Leafs 47 Schüsse parierte. Seine ausgezeichneten Leistungen in Ottawa wurden rund einen Monat später mit einer Vertragsverlängerung um vier Jahre bis 2015 belohnt. Anderson beendete die Saison 2010/11 mit 18 NHL-Spielen für die Senators und einer Fangquote von 93,9 Prozent.
In der Folge etablierte sich der US-Amerikaner auch bei den Senators als unumstrittener Stammtorhüter und erreichte mit dem Team in den Playoffs 2017 das Conference-Finale, unterlag dort allerdings den Pittsburgh Penguins. Auch für Anderson persönlich stellte dies eine besondere Saison dar, da seine Ehefrau an Krebs erkrankte und er das Team aufgrund dessen kurzzeitig verließ. Seine Ehefrau erholte sich von der Erkrankung, während Anderson am Ende der Spielzeit mit der Bill Masterton Memorial Trophy geehrt wurde. Anschließend unterzeichnete er im September 2017 einen neuen Zweijahresvertrag in Ottawa, der für die Spielzeiten 2018/19 und 2019/20 gültig war. Dieser wurde in der Folge nicht verlängert, sodass er seither den Status eines Free Agent hat. Im Dezember 2020 schloss er sich probeweise (professional tryout contract) den Washington Capitals an, was im Januar 2021 in ein festes Engagement mündete. Im Sommer 2021 wechselte er, abermals als Free Agent, zu den Buffalo Sabres.
Im Trikot der Sabres erreichte Anderson im März 2022 den Meilenstein von 300 NHL-Siegen. Nach der Saison 2022/23 beendete der fast 42-Jährige seine aktive Karriere.

### International
Für die Vereinigten Staaten nahm Anderson an den Weltmeisterschaften 2006 und 2008 teil. Bei der Weltmeisterschaft 2006 war Anderson Stammtorwart der USA und hütete in fünf Begegnungen das Tor. Dabei erreichte er einen Gegentorschnitt von 2,36, eine Fangquote von 90,8 Prozent und einen Shutout. Im Viertelfinalspiel verloren die US-Amerikaner mit Anderson zwischen den Pfosten mit 0:6 gegen Schweden, wobei dieser nach Ende des zweiten Drittels und vier Gegentreffern seinen Platz räumen musste und für den Rest der Partie durch Jason Bacashihua ersetzt wurde.
Zwei Jahre später wurde Anderson für die Weltmeisterschaft 2008 erneut in den Kader der US-amerikanischen Auswahl berufen und hatte diesmal mit Tim Thomas und Robert Esche zwei starke Konkurrenten um die Position des Stammtorhüters. Während Thomas und Esche ein gutes Turnier absolvierten, trat Anderson durch zwei schwache Auftritte in Erscheinung und beendete diese mit einem Gegentorschnitt von 5,61 und einer Fangquote von lediglich 71,4 Prozent.

## Erfolge und Auszeichnungen
| - 2001 OHL Goaltender of the Year - 2001 OHL First All-Star Team - 2009 NHL-Spieler des Monats Oktober | - 2013 NHL-Spieler des Monats Januar - 2017 Bill Masterton Memorial Trophy |

## Karrierestatistik

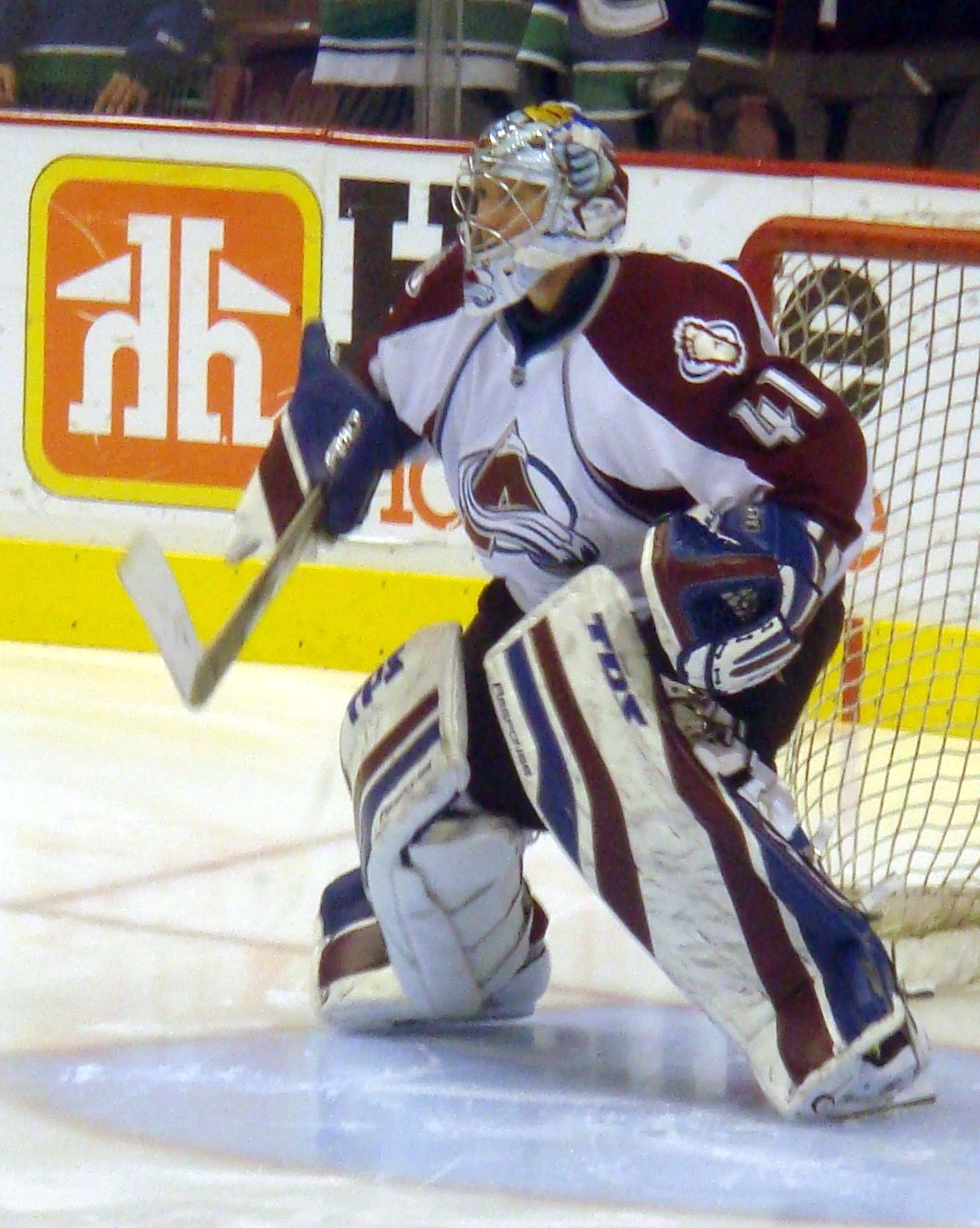
Anderson als Torwart der Colorado Avalanche (2009)

### International
Vertrat die USA bei:
- Weltmeisterschaft 2006
- Weltmeisterschaft 2008

(Legende zur Torhüterstatistik: GP oder Sp = Spiele insgesamt; W oder S = Siege; L oder N = Niederlagen; T oder U oder OT = Unentschieden oder Overtime- bzw. Shootout-Niederlage; Min. = Minuten; SOG oder SaT = Schüsse aufs Tor; GA oder GT = Gegentore; SO = Shutouts; GAA oder GTS = Gegentorschnitt; Sv% oder SVS% = Fangquote; EN = Empty Net Goal; 1 Play-downs/Relegation; Kursiv: Statistik nicht vollständig)